# Jan Schäuble
Jan Schäuble (29 de diciembre de 1999) es un deportista suizo que compite en remo.
Ganó una medalla de plata en el Campeonato Mundial de Remo de 2023 y tres medallas en el Campeonato Europeo de Remo entre los años 2022 y 2024.

## Palmarés internacional
| Campeonato Mundial | Campeonato Mundial | Campeonato Mundial | Campeonato Mundial |
| Año                | Lugar              | Medalla            | Prueba             |
| ------------------ | ------------------ | ------------------ | ------------------ |
| 2023               | Belgrado (Serbia)  | Medalla de plata   | Doble scull ligero |
| Campeonato Europeo |                    |                    |                    |
| Año                | Lugar              | Medalla            | Prueba             |
| 2022               | Múnich (Alemania)  | Medalla de bronce  | Doble scull ligero |
| 2023               | Bled (Eslovenia)   | Medalla de oro     | Doble scull ligero |
| 2024               | Szeged (Hungría)   | Medalla de oro     | Doble scull ligero |